# Kantatie 56
Pour les articles homonymes, voir Route 56.
La route principale 56 (en finnois : Kantatie 56) est une route principale allant de Hämeenlinna à Pälkäne en Finlande.

## Parcours
La route parcourt les municipalités suivantes :
- Jämsä
- Mänttä